# Frederick John Freshwater Shaw
Frederick John Freshwater Shaw (16 de diciembre de 1885 – 26 de julio de 1936) fue un botánico, y micólogo, quien trabajó brevemente en la India, donde murió de un golpe de calor durante un viaje a Agra.
Se incorporó como Micólogo Imperial en 1910 y estudió fitopatología en Pusa y en Coimbatore. Fue nombrado director del Instituto Imperial de Investigación Agrícola en 1934, un momento en que el instituto se pasó de Bihar a Delhi después de un terremoto.
Describió varias especies de hongos y trabajó en anatomía vegetal, así como las técnicas de investigación incluyendo estadísticas. Entre sus obras "A Handbook of Statistics For Use in Plant Breeding And Agricultural Problems" de 1936.

## Otras publicaciones
- 1933. Influence of Manures on the Wilt Disease of Cajanus Indicus Spreng and the Isolation of Types Resistant to the Disease. Scientific monograph of v. 7 of The Imperial Council of Agricultural Research. Con William MacRae, 72 p.

- La abreviatura «F.J.F.Shaw» se emplea para indicar a Frederick John Freshwater Shaw como autoridad en la descripción y clasificación científica de los vegetales.[4]